# Comté de McKenzie
Pour les articles homonymes, voir McKenzie.
Le comté de McKenzie est un comté des États-Unis situé dans l’État du Dakota du Nord, le plus grand de l'État en superficie. En 2014, la population était estimée à 10 996 habitants. Entre 2010 et 2018, selon les estimations du Bureau du recensement, il a été le comté ayant l'augmentation de population la plus forte aux États-Unis, en croissance de 114,3 %. Il doit son nom à l'homme politique Alexander McKenzie (1851-1922).
Son siège est Watford City depuis 1940 ; les précédents étaient Alexander, puis Schafer devenu entre-temps ville-fantôme.

## Géolocalisation
|                            | Comté de Williams | Comté de Mountrail |
| Comté de Richland, Montana | Comté de McKenzie |                    |
| Comté de Golden Valley     | Comté de Billings | Comté de Dunn      |

## Principales villes
- Alexander
- Arnegard
- Rawson
- Watford City

## Démographie
| 1910  | 1920  | 1930  | 1940  | 1950  | 1960  |
| ----- | ----- | ----- | ----- | ----- | ----- |
| 5 720 | 9 544 | 9 709 | 8 426 | 6 849 | 7 296 |

| 1970  | 1980  | 1990  | 2000  | 2010  | - |
| ----- | ----- | ----- | ----- | ----- | - |
| 6 127 | 7 132 | 6 383 | 5 737 | 6 360 | - |